# 和田魚里
和田 魚里（わだ ぎょり、1906年（明治39年） - 1986年（昭和61年））は、日本の俳人・画家。

## 略歴
東京生まれ。41歳で佐々木有風を識り『雲』に参加する。1960年（昭和35年）、（東京）板橋俳句連盟会長に就任。1970年（昭和45年）、句集『機』（中央公論事業出版）刊行。1971年（昭和46年）、「板橋句会」を主宰。1978年（昭和53年）、同人句誌『半狂』発刊、主宰。1986年、逝去（享年80歳）。1987年（昭和62年）、遺句集『再機』刊。
その他、磯貝碧蹄館主宰の「握手」、津久井理一の「八幡船」にも参加したことがあった。小川芋銭に私淑。

## 評価
「春夏秋冬魂くいちらかすは何」について、金子兜太は『愛句百句』で、「こういう句ははじめから小賢しく詮索しないほうがいいのである。」とし、「芯で鋭く刺しておいて、しかしその正体は不明という状態が最高なのである。」「しかも、その正体不明なものに妙に艶があるのが、この句の魅力でもある。」としている。
永田耕衣は「俳人の言葉」で、「『機』の著者和田魚里は談林的淡彩をおおらかに帯びきった現代稀有の俳人ではないかと思う。魚里がタダのフザケ半分に俳句に遊んでいるとは思わない。シンからの人間好きであり、シンからの第一義的人間であることは、『機』に編まれている数少ない随筆をよんでも分る。句句は必ずしも「死の痕跡」としての生に真正面からぶち当った生の表現とはいいきれぬ。だが、底ぬけに、詩の最高の道行である「無」への花道に、自在に出没する素裸の魚里を、私は『機』において快く見るのである。」とする。
加藤郁乎は、永田耕衣の「人生を弔わん <機>の花に在り」をあげて「和田魚里を惜しむ三句の一、画家俳人の魚里さんは最上の耕衣理解者だった。『機』 『再機』の両句集は人生の禅機それぞれを詠みなして耕衣より耕衣的の家集だった。生死路頭君自ら看よ、活人全く死人の中に在り。」という。
冨田拓也は「全体的な印象としては、高い完成度を誇る堂々とした作品もあるわけですが、それとともに耕衣にも共通する童心とでもいうのでしょうか。」「無垢であまり底位が感じられない素直な作風であるという印象が強く残りました。」「その「童心」ゆえに、時としてその作品が、やや通俗性へと傾きすぎるきらいのある」とする。

## 句集
- 『機』中央公論事業出版、1970年
- 『再機』1987年